# Anything Could Happen
«Anything Could Happen» —en español: «Cualquier cosa podría suceder»— es una canción interpretada por la cantante británica Ellie Goulding, incluida en su segundo álbum de estudio Halcyon. Fue coescrita y coproducida por Jim Elliot. La canción fue lanzada como el primer sencillo del álbum, el 17 de agosto de 2012. También fue utilizado en el tráiler de la segunda temporada de la serie de HBO Girls. El video musical de la canción fue dirigido por Floria Sigismondi.

## Uso en medios y versiones
Goulding aparece interpretando "Anything Could Happen" en los Beats by Dre comercial como parte de su campaña # ShowYourColor, que se estrenó en septiembre de 2012, junto a figuras como jugador de Miami Heat LeBron James y sus compañeros artistas Universal Music como Lil Wayne y MGK. La canción también fue utilizada en el tráiler de la segunda temporada de la serie comedia dramática de HBO Girls y la comedia Fox New Girl.
La canción fue cover en la BBC Radio 1 de Live Lounge por la banda rock alternativo The Script y la banda indie pop estadounidense Fun. el 27 de noviembre de 2012 y 26 de febrero de 2013, respectivamente. En diciembre de 2012, el grupo de chicas Fifth Harmony preformada "Anything Could Happen" en la semifinal y finales de la segunda temporada de Versión de Estados Unidos de The X Factor. Melissa Benoist, Jacob Artist y  Kevin McHale cover de la canción en el decimocuarto episodio de la cuarta temporada de la serie de Fox Glee, "I Do", emitido 14 de febrero de 2013.
La canción también fue inspiración para el libro del mismo nombre «Anything Could Happen» —en español: «Cualquier cosa podría suceder»— del autor Will Walton, siendo este el primer libro publicado del autor por V&R Editoras. En el libro se puede notar al personaje principal nombrando la canción en repetidas ocasiones e incluso el nombre del álbum donde la canción se encuentra, Halcyon.

## Lista de canciones
- Digital EP – Remixes[10]

1. "Anything Could Happen" – 4:46
2. "Anything Could Happen" (Birdy Nam Nam Remix) – 4:01
3. "Anything Could Happen" (Submerse Remix) – 5:02
4. "Hanging On" (Sigma Remix) – 4:40

- Estados Unidos – Edición limitada en 7" (promo single)[11]

A. "Anything Could Happen" – 4:46
B. "Anything Could Happen" (White Sea Remix) – 5:06

## Posicionamiento en listas y certificaciones
| Lista (2012)                                | Mejor posición |
| ------------------------------------------- | -------------- |
| Alemania (Media Control AG)                 | 66             |
| Australia (ARIA)                            | 20             |
| Austria (Ö3 Austria Top 40)                 | 65             |
| Bélgica (Flandes) (Ultratip Bubbling Under) | 2              |
| Canadá (Hot 100)                            | 37             |
| Escocia (The Official Charts Company)       | 5              |
| Estados Unidos (Billboard Hot 100)          | 47             |
| Estados Unidos (Pop Songs)                  | 28             |
| Estados Unidos (Hot Dance Club Songs)       | 1              |
| Unión Europea (Euro Digital Songs)          | 9              |
| Irlanda (IRMA)                              | 16             |
| México (Los 40 Principales)                 | 16             |
| Nueva Zelanda (Recorded Music NZ)           | 16             |
| Polonia (Polish Airplay Chart)              | 5              |
| Reino Unido (UK Singles Chart)              | 5              |
| República Checa (Rádio Top 100 Oficiální)   | 45             |
| Rumania (Romanian Top 100)                  | 58             |
| Suiza (Schweizer Hitparade)                 | 68             |

| País        | Lista (2012)     | Posición |
| ----------- | ---------------- | -------- |
| Reino Unido | UK Singles Chart | 98       |

| País           | Organismo certificador | Certificación    | Ventas    |
| -------------- | ---------------------- | ---------------- | --------- |
| Australia      | ARIA                   | Disco de Oro     | 35 000    |
| Estados Unidos | RIAA                   | Disco de Platino | 1 000 000 |
| Nueva Zelanda  | RIANZ                  | Disco de Oro     | 7 500     |

#### Sucesión en listas
| Anterior: «Something for the Weekend» de Dave Audé con Luciana | Hot Dance Club Play — Sencillo número uno 29 de diciembre de 2012 — 4 de enero de 2013 | Siguiente: «Finally Found You» de Enrique Iglesias con Sammy Adams |